# Amarante de Reichenow
Lagonosticta umbrinodorsalis
Espèce
Synonymes
- Lagonosticta rhodopareia umbrinodorsalis
- Lagonosticta bruneli
- Lagonosticta rhodopareia bruneli

Statut de conservation UICN

 LC  : Préoccupation mineure
L’Amarante de Reichenow (Lagonosticta umbrinodorsalis) est une espèce de passereaux appartenant à la famille des Estrildidae.

## Répartition
On la trouve au sud-ouest du Tchad où elle est assez commune et au nord-est du Cameroun où elle est rare.

## Habitat
Elle habite les coteaux des collines de savanes sèches avec de grandes herbes.
Elle est parfois classée comme une sous-espèce de l'Amarante de Jameson.